# Clappertonia ficifolia
Clappertonia ficifolia är en malvaväxtart som först beskrevs av Carl Ludwig von Willdenow, och fick sitt nu gällande namn av Joseph Decaisne. Clappertonia ficifolia ingår i släktet Clappertonia och familjen malvaväxter. Inga underarter finns listade i Catalogue of Life.

## Bildgalleri

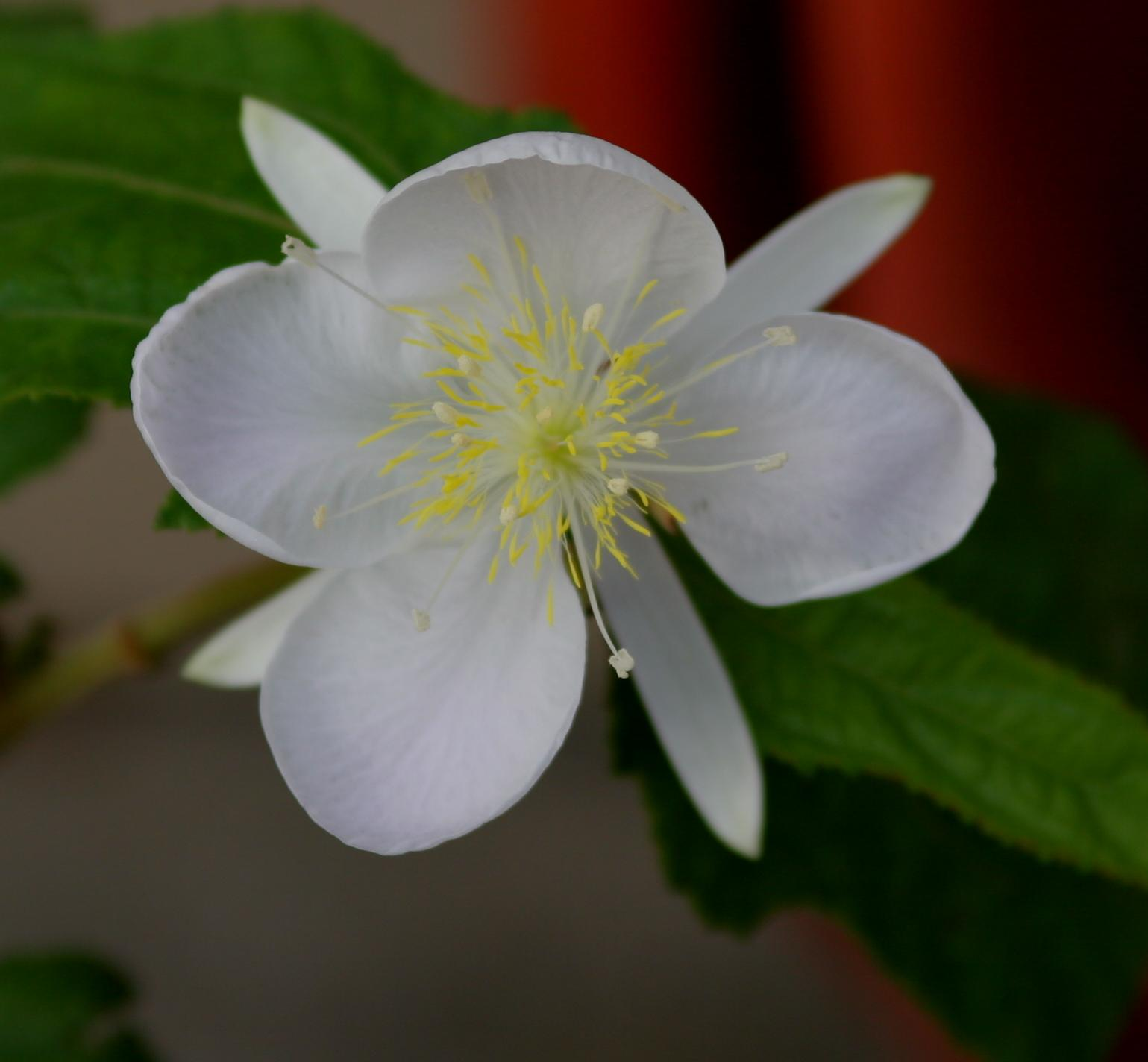